# 叶氏贞节木门坊
叶氏贞节木门坊位于安徽省黄山市歙县斗山街13号，2006年6月7日，列为歙县文物保护单位。
叶氏贞节木门坊建于明洪武二十四年（1391），高6米，下部在砖墙上刻画假门。叶氏贞节木门坊用于旌表元末明初歙县江莱甫之妻叶氏，年轻丧夫，坚持守节数十载，又在元末兵乱期间，携婆母、继子避难于深山之中，克服种种困难，始终尽心侍奉婆母，直至其百岁高寿，并将继子抚育成人的事迹。